# Bumbești-Jiu
Bumbești-Jiu es una ciudad de Rumania en el distrito de Gorj.

## Geografía
Se encuentra a una altitud de 331 m s. n. m. a 290 km de la capital, Bucarest.

## Demografía
Según estimación 2012 contaba con una población de 10 956 habitantes.
| 1948 | 1956 | 1966 | 1977 | 1992   | 2002   | 2012   |
| s/d  | s/d  | s/3  | s/d  | 11 111 | 10 617 | 10 956 |